# Alan Medina Camacho
Alan Medina Camacho (Culiacán, Sinaloa, México; 19 de agosto de 1997) es un futbolista mexicano, juega como Mediocampista y su equipo es el Club Universidad Nacional de la Liga MX.

## Trayectoria

### Inicios y Deportivo Toluca
Alan debuta el 8 de agosto de 2018 en la Copa MX, en un partido Tijuana vs. Toluca.
Debutó en Primera División el partido de jornada 1 del torneo Clausura 2019, Toluca venció a Monarcas Morelia 2 a 1.

### Club América
El 1 de enero del 2021 se da a conocer su traspaso al conjunto de Club América.

### Club Necaxa
El 22 de junio del 2021 se hace oficial su préstamo al Club Necaxa.

### FC Juárez
El 24 de junio de 2022 se hizo oficial su llegada al FC Juárez.

### Mazatlán FC
Para el Apertura 2023 se convierte en nuevo jugador del Mazatlán FC.

### Querétaro FC
En julio de 2024, el club Querétaro dio a conocer el fichaje por medio de redes sociales.

Pumas UNAM
El 20 de agosto del 2025 se hizo oficial subfichaje

## Estadísticas

### Clubes
Actualizado al último partido jugado el 9 de noviembre de 2024.
| Toluca · México                                                                           | 1.ª                 | 2018-19             | 13  | 2  | 1 | 0 | 1 | 0 | 15  | 2  | 0.14 |
| Toluca · México                                                                           | 1.ª                 | 2019-20             | 5   | 0  | 1 | 0 | - | - | 6   | 0  | 0.00 |
| Toluca · México                                                                           | 1.ª                 | 2020                | 15  | 1  | - | - | - | - | 15  | 1  | 0.10 |
| Toluca · México                                                                           | Total               | Total               | 33  | 3  | 2 | 0 | 1 | 0 | 36  | 3  | 0.14 |
| C. América · México                                                                       | 1.ª                 | 2021                | 6   | 0  | - | - | 1 | 0 | 7   | 0  | 0.00 |
| C. América · México                                                                       | Total               | Total               | 6   | 0  | 0 | 0 | 1 | 0 | 7   | 0  | 0.00 |
| C. Necaxa · México                                                                        | 1.ª                 | 2021-22             | 27  | 2  | - | - | - | - | 27  | 2  | 0.07 |
| C. Necaxa · México                                                                        | Total               | Total               | 27  | 2  | 0 | 0 | 0 | 0 | 27  | 2  | 0.07 |
| F. C. Juárez · México                                                                     | 1.ª                 | 2022-23             | 30  | 6  | - | - | - | - | 30  | 6  | 0.20 |
| F. C. Juárez · México                                                                     | Total               | Total               | 30  | 6  | 0 | 0 | 0 | 0 | 30  | 6  | 0.20 |
| Mazatlán F. C. · México                                                                   | 1.ª                 | 2023-24             | 25  | 0  | - | - | 3 | 0 | 28  | 0  | 0.00 |
| Mazatlán F. C. · México                                                                   | Total               | Total               | 25  | 0  | 0 | 0 | 3 | 0 | 28  | 0  | 0.00 |
| Querétaro F. C. · México                                                                  | 1.ª                 | 2024-25             | 14  | 0  | - | - | 2 | 0 | 16  | 0  | 0.00 |
| Querétaro F. C. · México                                                                  | Total               | Total               | 14  | 0  | 0 | 0 | 2 | 0 | 16  | 0  | 0.00 |
| Total en su carrera                                                                       | Total en su carrera | Total en su carrera | 135 | 11 | 2 | 0 | 7 | 0 | 144 | 12 | 0.12 |
| (1) Incluye datos de Copa México (2018-Act.). (3) No incluye goles en partidos amistosos. |                     |                     |     |    |   |   |   |   |     |    |      |